# Fatima Talib
Fatima Talib Ismail en árabe: فاطِمة طالِب‎  d (1 de enero de 1928) es una educadora sudanesa, activista por los derechos de las mujeres cofundadora con Khalida Zahir de la primera organización de mujeres en Sudán, la Sociedad Cultural de Mujeres Jóvenes de Omdurman. También fue cofundadora en 1949 de la Sociedad de Desarrollo de la Mujer. Fue la primera mujer sudanesa en obtener una licenciatura de la Universidad de Londres. 

## Biografía
Talib nació el 1 de enero de 1928 en Al-Rank, en el sur de Sudán. Su padre era oficial del ejército y fue uno de los líderes en la revolución de 1924. Se educó en la Unity High School en Jartum siendo la primera mujer de Sudán en obtener un título de la Universidad de Londres .
También fue la primera mujer en Sudán en convertirse en directora de una escuela secundaria. Durante su carrera trabajó en Yemen, elaborando planes para la educación de las mujeres. En 2004, Talib fue entrevistada sobre su papel en el feminismo sudanés .

## Activismo
En 1946, con sus amigas y colegas en el Gordon Memorial College, Mahasin Abed Alaal y Khalda Zahir, Talib fundó la Sociedad Cultural de Mujeres ( Jam'ee'yat alfata'yat althaqa'fia ) en Omdurman . La sociedad fue diseñada para educar y empoderar a las mujeres y brindarles apoyo social. Para funcionar, la sociedad necesitaba el apoyo de las autoridades británicas, por lo que se anunciaba únicamente como una preocupación social, sin embargo, tenía un trasfondo político. Nueve mujeres se unieron de inmediato, pero la sociedad solo duró dos años. A pesar de su corta vida, tiene relevancia porque que fue la primera organización solo para mujeres de Sudán.
En 1949, Talib se convirtió en la primera mujer miembro de los Hermanos Musulmanes . Se le unieron hermanas de la familia Al-Mahdi y juntas fundaron la Sociedad de Desarrollo de la Mujer.
En 1952, con Khalda Zahir y otros, Talib fundó la Unión de Mujeres Sudanesas (الاتحاد النسائي السوداني al Etihaad al Nisaa'i alSudani ). Esta organización fue diseñada para unir y promover los problemas de las mujeres. El primer comité ejecutivo estaba compuesto por Fátima Talib Isma'il, Khalida Zahir y Fátima Ibrahim . Talib fue presidente de la Unión desde 1952-6. El establecimiento de la Unión fue uno de los eventos más importantes en la lucha contra el colonialismo en Sudán. Permitió a las mujeres movilizarse para comprender y proteger sus derechos sociales, económicos y civiles.  Fue creada bajo ideologías panafricanistas y socialistas.